# Swing state

Carte des résultats de l'élection présidentielle de 2020, par rapport au vote populaire national
Légende de carte :
écart de moins de 5 points en faveur du Parti démocrate
écart de moins de 5 points en faveur du Parti républicain
écart de 5 à 10 points en faveur du Parti démocrate
écart de 5 à 10 points en faveur du Parti républicain
écart de plus de 10 points en faveur du Parti démocrate
écart de plus de 10 points en faveur du Parti républicain

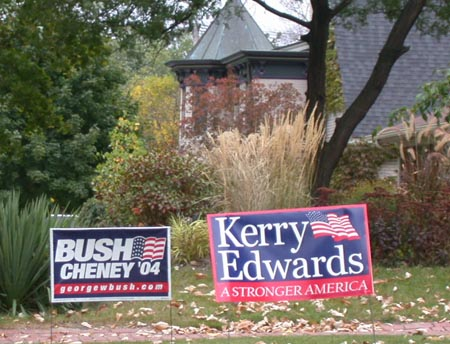
Panneaux de campagne électorale dans le quartier résidentiel de Grosse Pointe, au Michigan, pendant l'élection présidentielle de 2004, mettant en évidence les différences d'opinion entre deux voisins.

Dans le contexte des élections présidentielles aux États-Unis, un swing state, également appelé État charnière, État pivot, État pourpre, État clé, État en balance ou encore État indécis, est un État des États-Unis au vote indécis et qui peut donc changer de camp, d'un scrutin à l'autre, entre les deux partis dominants et faire basculer le résultat du vote final.
Les swing states sont des États où aucun des deux grands partis américains, le Parti démocrate et le Parti républicain, ne gagne systématiquement. Ils balancent d'un côté ou l'autre, selon l'élection.
On oppose les swing states aux États « rouges et bleus », qui votent régulièrement pour les partis républicain ou démocrate.
Contrairement à d'autres modes de suffrage où la voix de chaque citoyen compte individuellement, lors de l'élection présidentielle américaine, l'avance d'un candidat dans un État qui lui est déjà acquis ne change rien au résultat global, ce qui compte est de savoir si l’État est favorable ou défavorable.
Ainsi, les candidats aux présidentielles américaines jugent inutile de faire campagne dans les États qui leur sont très favorables ou très hostiles. Les démocrates font très peu campagne à New York, en Californie ou dans les États qui votent républicain. Les républicains font très peu campagne dans les États républicains (Alabama, Missouri) ou dans les États qui votent démocrate.
Les swing states hésitent entre les deux partis, selon les élections.
Dans ces États, républicains et démocrates ont autant de chances d'arriver en tête des suffrages exprimés et donc de remporter la totalité de leurs grands électeurs. La campagne présidentielle a donc tendance à se concentrer sur cette poignée d’États, qui sont souvent la clé de la victoire. Ainsi, en 2020, six à dix États sont considérés comme déterminants pour les élections et monopolisent donc la campagne électorale.
Ce mécanisme est fréquemment critiqué aux États-Unis, du fait de son ancienneté et de ses défauts : il ne garantit pas la victoire au vote populaire et biaise la représentation des électeurs. Pour autant, le système du collège électoral est accepté par les Américains et aucun changement n'est envisagé.

## Origine
Lors des élections présidentielles américaines, chaque État est autorisé à choisir la méthode par laquelle il élit ses grands électeurs chargés d'élire le président des États-Unis. Selon les États, leur nombre varie de 1 pour 188 000 habitants (Wyoming) à 1 pour 670 800 habitants (Californie).
À l'exception du Maine et du Nebraska, les 48 autres États américains ont tous opté pour le système dit du winner-takes-all (« le vainqueur prend tout ») qui attribue l'ensemble des grands électeurs de l'État au candidat ayant reçu le plus grand nombre de suffrages. Par conséquent, un candidat n'a besoin que d'une majorité relative du « vote populaire » dans un État pour y remporter l'intégralité des grands électeurs. Ainsi, si le candidat A obtient 45 % des voix, le candidat B 40 % et les petits candidats C et D le reste, l'ensemble des grands électeurs élus pour cet État sont des grands électeurs du parti du candidat A.
En 2000, le candidat démocrate battu, Al Gore avait obtenu plus de suffrages populaires que le candidat républicain George W. Bush mais moins de grands électeurs. La campagne d'un candidat tend donc à ignorer les États où il pense arriver en tête facilement dans la mesure où il remportera la totalité des grands électeurs de cet État sans y faire de campagne significative. Tout effort de campagne y est donc inutile. Une logique similaire conduit le candidat à ne pas s'investir dans un État où il est sûr de ne pas arriver en tête. La campagne électorale des candidats a donc tendance à éviter les États où un candidat est sûr d'arriver devant l'autre. Par exemple, un candidat républicain peut s'attendre à remporter facilement le Texas et plusieurs autres États du sud comme le Mississippi ou la Caroline-du-Sud, qui possèdent une culture plutôt conservatrice et un historique de vote en faveur des candidats républicains. De façon similaire, il peut s'attendre à perdre l'Illinois, le Vermont, Hawaii, le Massachusetts, la Californie, le New Jersey et l'État de New York, traditionnellement plus libéraux, quelle que soit sa campagne dans ces États.
Les partis n'ont pas d'intérêt à dépenser leurs ressources et leur temps de campagne dans des États qui sont sûrs de voter majoritairement pour un candidat en particulier puisque dans ces États, du fait de ce système de vote, cela ne fera pas gagner ou perdre un grand électeur de plus à aucun des deux candidats. Les partis vont donc concentrer leur campagne sur les quelques États pouvant basculer pour l'un ou l'autre des deux candidats principaux : les swing states.
Les effets pernicieux de cette mécanique sont dénoncés, de même que le principe du collège électoral, par le fait que les trois grands États américains que sont la Californie, le Texas et New York sont quasiment ignorés et que l'enjeu soit plus marqué dans des États marginaux avec des prises de positions fortement localisées. Ainsi, pour l'élection présidentielle de 2020 et probablement pour celle de 2024, seuls une douzaine d'États ont accueilli un meeting de campagne ou des dépenses de propagande électorale

## Historique

### XIXesiècleetXXesiècle
Dès l'élection présidentielle de 1888, les États du Connecticut, de l'Indiana, du New Jersey et de New York sont clés pour remporter le scrutin. Les swing states de l'Illinois et du Texas déterminent le résultat de celle de 1960.

### XXIesiècle
Le statut de swing states peut changer au fil du temps. En 2008, l'Illinois, le Connecticut et New York sont quasiment sûrs d'être remportés par le candidat démocrate, alors que le Texas reviendra certainement au candidat républicain. Lors de l'élection présidentielle de 2000, le résultat de l'élection dépend entièrement de la Floride, alors que l'Ohio a une grande importance dans celle de 2004. En 2016, ces deux États sont toujours considérés comme des swing states.
En 2008, le candidat démocrate remporte par surprise l'Indiana, un État du Midwest considéré comme traditionnellement républicain, mais sans changer le sort de l'élection.
En 2016, le candidat républicain doit une nouvelle fois sa victoire à la Floride et à l'Ohio, mais aussi au Wisconsin et à la Pennsylvanie mais l'écart de 2 millions de voix en sa défaveur suscite une réflexion sur les swing states, qui oscillent entre camp démocrate et camp républicain, parfois jugés dotés d’un « poids politique démesuré ».
En vue de l'élection présidentielle de 2020, les swing states sont par ordre décroissant du nombre de grands électeurs le Texas, la Floride, l'Ohio, la Géorgie, la Caroline-du-Nord, l'Arizona et l'Iowa. Le 7 octobre 2020, les démocrates lancent un plan de 6 millions de dollars de dépenses de campagne pour tenter de conquérir le Texas. En outre, pour que Donald Trump soit réélu, il faut également qu'il remporte un ou plusieurs des États plutôt favorables à son adversaire : la Pennsylvanie, le Michigan, la Virginie, le Minnesota, le Wisconsin, le Colorado, le Nevada, ou le New Hampshire.
Concernant l’élection présidentielle de 2024, les sept swing states recensés sont les suivants par ordre alphabétique : l'Arizona, la Caroline-du-Nord, la Géorgie, le Michigan, le Nevada, la Pennsylvanie, le Wisconsin.

## Autres appellations
En anglais, les swing states sont quelquefois aussi surnommés :
- Battleground state (traduction française littérale, non officielle, non utilisée: « État champ de bataille ») ;
- Purple state (traduction française littérale et officielle, utilisable moyennant fourniture des explications ci-après : État violet), car le violet est la combinaison du rouge et du bleu, couleurs symbolisant respectivement les partis républicain et démocrate.

En français, il existe de nombreux autres synonymes et périphrases, détaillés par l'Office québécois de la langue française.

## Autres pays
En science politique, une notion proche, elle aussi dérivée de celle de « swing politique » est celle de « swing circonscription »,, circonscription clé ou circonscriptions très serrée ("circonscriptions changeantes" au Québec), scrutées de près par la presse régionale et nationale,,,,. Il s’agit d’élections où les résultats finaux se jouent sur quelques territoires précis, la géographie électorale restant sensiblement identique ailleurs.
Cette notion a été développée en France pour désigner les lieux où se jouent une élection à peu de voix, comme lors des législatives de 2022, où la gauche a perdu de nombreux duels très serrés, parmi ses 182 duels de second tour contre Ensemble dont 58 pour peu de voix, avec des recours de candidats malheureux reçus par le Conseil constitutionnel dans 75 circonscriptions, dont 8 hors de France et où 393344 voix auraient suffi à la Nupes pour avoir la majorité absolue. L'élection ne s'est même jouée qu'à 100 voix d'écart dans 13 circonscriptions, à moins de 500 voix dans 2 deux du Nord et 2 du Pas-de-Calais (Lens, Desvres, Aniche ou Cambrai). La magnitude des circonscriptions joue un rôle. Écart serré aussi prévu en 2024 dans au moins 78 circonscriptions, parmi lesquelles la 5e de l'Essonne, ou encore celles de membres du gouvernement. 
Au niveau local certains territoires ont des modes de scrutins et une géographie électorale rappellent l’élection présidentielle américaine, comme Paris avec l’élection indirecte du maire via le Conseil de Paris: l’ouest parisien vote au centre et à droite, l’est parisien à gauche, et les 5e, 12e et 14e arrondissement jouent le rôle d’arrondissement balance.